# Комсомольский (Советский район)
 Комсомольский  — посёлок в Советском районе Республики Марий Эл. Входит в состав Верх-Ушнурского сельского поселения.

## Географическое положение
Находится в центральной части республики Марий Эл на расстоянии приблизительно 7 км по прямой на восток от районного центра посёлка Советский.

## История
Образовался в 1972 году на базе закрытой воинской части, существовавшей с 1962 года, и которая с 1971 года начала перестраиваться в отделение птицесовхоза (отделение племптицесовхоза «Комсомольский» по выращиванию молодняка кур-несушек). Совхоз был закрыт в 1997 году, жители остались без работы.

## Население
Население составляло 136 человек (мари 88 %) в 2002 году, 134 в 2010.